# Frezie
Freesia (Ecklon ex Klatt) este un gen de plante erbacee, perene din familia Iridaceae.
Speciile acestui gen sunt originare din sudul Africii și importate pentru prima dată în Europa la sfârșitul secolului 19.  12 specii provin din Capul Bunei Speranțe, Africa de Sud și alte două provin din Africa tropicală, una dintre ele având o arie de răspândire la nord de Ecuator, până în Sudan.
Denumirea plantei datează din 1886 și a fost atribuită în onoarea medicului german, Heinrich Theodor Freese (1795-1876) de către botanistul Christian Friedrich Ecklon (1795-1868). Denumirea populară românească a plantelor din genul Freesia este Frezie sau uneori Fresie.

## Caracteristici morfologice și însușiri fiziologice
Freziile sunt plante erbacee, perene, care cresc din tuberobulbi mici (1 – 2,5 cm diametru), piriformi, alungiți sau sferici, cu înveliș pergamentos. Au rădăcini subțiri care pătrund adânc în sol. Tulpina lungă de 10 – 40 cm poartă câteva frunze dispuse pe două rânduri, liniar-lanceolate, cu nervuri paralele, lipsite de pețiol, lungi de 10 – 30 cm și subțiri ca niște săbii. Tija florală este subțire și uneori curbată. Florile sunt alogame, hermafrodite, protogine, fiind grupate în inflorescențe decorative în formă de spic unilateral. Sunt simple sau involte, au formă de trompetă, sunt foarte delicate, colorate în diverse nuanțe pale (alb, galben, crem, portocaliu, roz, roșu, mov, violet), fiind plăcut mirositoare, iar parfumul lor este asemănător iasomiei. Fructul este o capsulă cu trei valve conținând circa 15 semințe colțuroase sau rotunde, de culoare brun-roșiatică.

## Specii
Genul Freesia cuprinde un număr de 14-16 specii de flori: 
- Freesia alba
- Freesia andersoniae
- Freesia caryophyllacea
- Freesia corymbosa
- Freesia fergusoniae
- Freesia fucata
- Freesia grandiflora
- Freesia laxa (sin. Anomatheca laxa, Lapeirousia laxa)
- Freesia leichtlinii
- Freesia occidentalis
- Freesia refracta
- Freesia sparrmannii
- Freesia speciosa
- Freesia verrucosa
- Freesia viridis (sin. Anomatheca viridis)

## Cultura freziilor
Freziile sunt plante de grădină, cultivate adesea pentru parfumul lor plăcut și aspectul delicat. În codițiile climatului temperat caracteristic țării noastre, freziile se cultivă în seră. Cea mai cultivată specie este F. refracta, care a fost încrucișată cu F. leichtlinii în secolul 19.
Înmulțirea freziilor se realizează prin bulbi sau semințe și pot fi plantate în grădină sau ca plante de apartament. Plantarea bulbilor se va face la sfârșitul verii, într-un sol foarte hrănitor, afânat și bine drenat.
Cultura se realizează într-un loc luminos și aerisit. Cultura la ghiveci, în apartament, este greoaie. Temperatura va fi de 15 °C în primele 60 zile, apoi în funcție de iluminat, iar udatul se face cu moderație. Florile ofilite se vor îndepărta pentru a încuraja deschiderea altora noi. Plantele nu se vor păstra în vecinătatea legumelor și fructelor deoarece sunt sensibile la etilena emanată de acestea. De asemenea, se va evita un mediu călduros în exces. Ca plante tăiate se vor alege cele care au cel puțin o floare deschisă și au nevoie de apă în permanență.
Vara, la sfârșitul perioadei de vegetație, bulbii se scot din sol și se usucă la 25 °C în spații aerisite și se păstrează în camere uscate.

## Utilizare
Plante delicate și parfumate, freziile sunt folosite în diverse aranjamente florale, singure, în asociere cu frunze proprii, în asociere cu Asparagus sau combinate cu alte specii de flori sau ramuri înflorite. Se pot utiliza și în lucrări de legătorie sau în grădini, pe marginea aleilor, astfel încât mirosul lor să fie perceput cu ușurință, dar mai puțin ca plante la ghivece. De asemenea, datorită parfumului specific foarte plăcut sunt folosite în industria cosmetică la prepararea parfumurilor, cremelor etc.

## Imagini

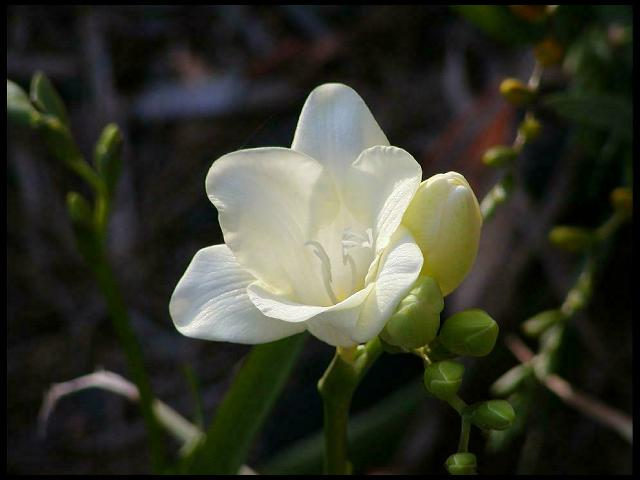
Frezie alba
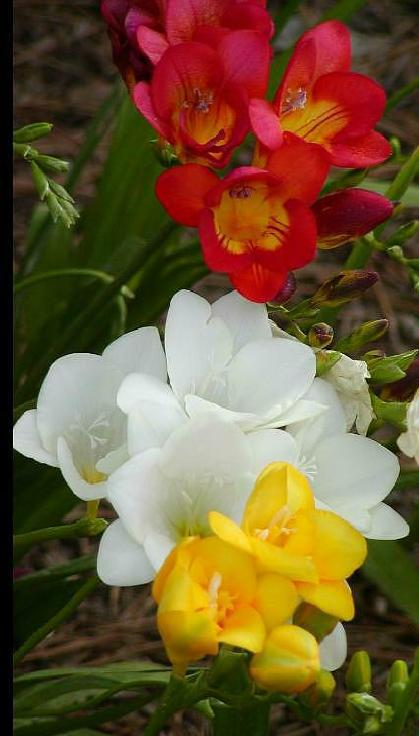
Freezii multicolore
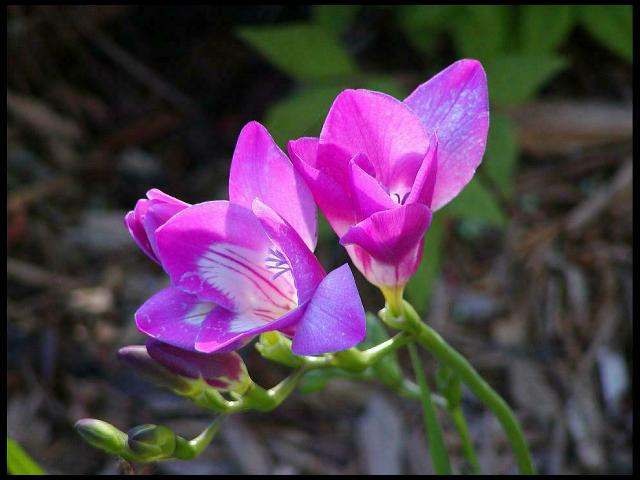
Frezie violet
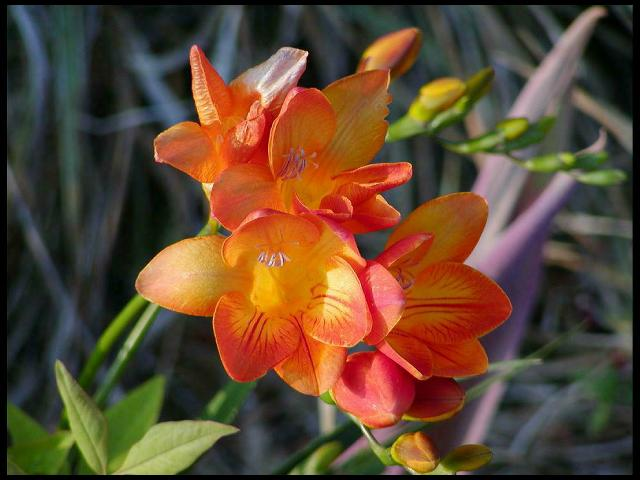
Frezie portocalie
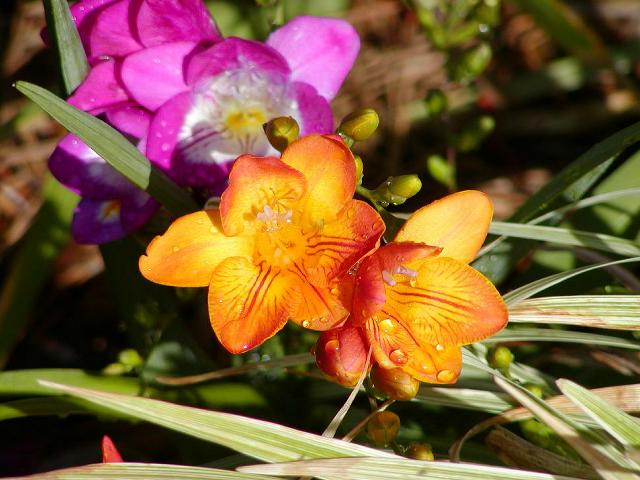
Frezii portocalii si violet
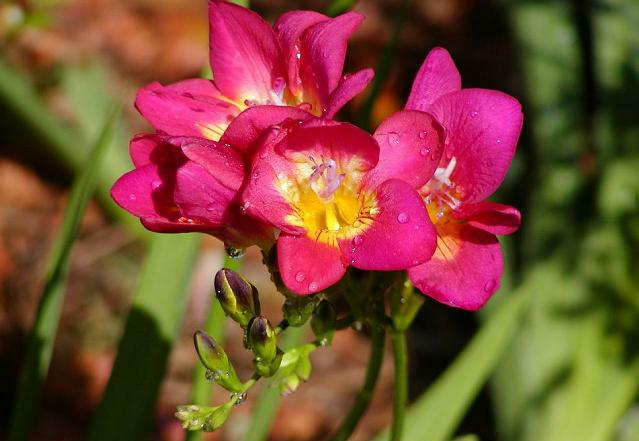
Frezie roz